# Wilhelmine Schröder-Devrient
Wilhelmine Schröder-Devrient (født 6. december 1804 i Hamburg, død 26. januar 1860 i Coburg) var en tysk operasanger.
Schröder-Devrient var datter af skuespillerinden Sophie Schröder og tenoren Friedrich Schröder.
I 1823 giftede hun sig med Karl Devrient, som hun blev skilt fra i 1828. I 1847 blev hun gift med Oskar von Döring, en bedragerisk officer, som hun blev skilt fra i 1848. Hun deltog i revolutionen i 1848 og blev fængslet. I 1850 ægtede hun Heinrich von Bock, en rig godsejer, som hun forlod i 1852.
Sin første rolle fik hun som 15-årig som Aricia i Friedrich Schillers oversættelse af Racines Phèdre, og i 1821 gjorde hun så stor lykke som Pamina i Mozarts Tryllefløjten (Die Zauberflöte), at hun var sikret en stor operakarriere.
Hun nåede stor popularitet i Dresden og andre steder. Hun fik sin debut i Paris i 1830, og hun sang i London i 1833 og 1837.
Schröder-Devrient sang i flere vigtige operapartier ved urpremiererne, blandt andre Leonore i Beethovens Fidelio i 1829. Richard Wagner så hende i denne rolle da han var 16, og han blev blændet af hendes kunst. Hun skulle synge flere vigtige roller for ham: Adriano i Rienzi, Senta i Den flyvende Hollænder (Der fliegende Holländer) og Venus i Tannhäuser.
Som sanger havde hun en sjælden stemmekvalitet og et dramatisk udtryk, som var lige så stærkt i koncertsalen som i operahuset.